# BedRock
BedRock è il secondo singolo estratto da We Are Young Money, primo album degli artisti dell'etichetta Young Money Entertainment, ed eseguito da Lil Wayne, Gudda Gudda, Nicki Minaj, Drake, Tyga, Jae Milz con la collaborazione di Lloyd.

## Il brano
BedRock è pubblicato il 14 novembre 2009. In origine pare che s'intitolasse Girl You Know (i fan sites su cui era approdato l'avevano chiamato BedRock/Girl You Know) e il ritornello era cantato da Omarion e la strofa di Lil Wayne differiva completamente, ma, a seguito dell'allontanamento di Omarion dalla Young Money, fu sostituito da Lloyd. Il brano avrebbe dovuto essere lanciato come terzo singolo ufficiale dal disco We Are Young Money, ma a causa dell'insistenza dei fan la sua uscita fu anticipata.

## Tracce
Testi e musiche di Dwayne Carter, Aubrey Graham, Lloyd Polite, Carl Lilly, Onika Maraj, Michael Stevenson, Jarvis Mills, Stephen 'Static Major' Garrett.
1. BedRock (feat. Lloyd)

## Classifiche
| Classifica (2009/2010) | Posizione massima |
| ---------------------- | ----------------- |
| Belgio (Fiandre)       | 53                |
| Belgio (Vallonia)      | 62                |
| Canada                 | 12                |
| Europa                 | 29                |
| Irlanda                | 17                |
| Nuova Zelanda          | 21                |
| Regno Unito            | 9                 |
| Stati Uniti            | 2                 |
| Stati Uniti (R&B)      | 2                 |
| Stati Uniti (Rap)      | 1                 |
| Stati Uniti (Pop)      | 6                 |